# François Ombanzi
François Ombanzi (nascido em 1 de abril de 1947) é um ex-ciclista congolês. Representou sua nação durante os Jogos Olímpicos de Verão de 1968, na prova de contrarrelógio (100 km).